# Coptopsyllidae
Coptopsyllidae (лат.) — семейство блох. Около 20 видов. Главным образом, Западная и Средняя Азия. В Африке встречается один вид — Coptopsylla wasiliewi. Паразиты грызунов семейства песчанковые. Блохи этого семейства характеризуются генерализованными чертами строения головы и груди, вероятно, демонстрируя примитивное состояние для подотряда Pulicomorpha.
2 рода.
- Coptopsylla Jordan & Rothschild, 1908
  - Coptopsylla afghana Lewis, 1973
  - Coptopsylla caucasica Isayeva-Gurvich, 1950
  - Coptopsylla olgae Argyropulo, 1946
  - Другие
- Neocoptopsylla
  - Neocoptopsylla wassiliewi (Wagner, 1932)
    - =Coptopsylla wassiliewi Wagner, 1932